# Mirosław Adamczyk
Mirosław Adamczyk (16 de julho de 1962) é um prelado polonês da Igreja Católica que trabalha no serviço diplomático da Santa Sé.

## Biografia
Mirosław Adamczyk nasceu em 16 de julho de 1962 em Gdansk. Foi ordenado sacerdote pela Arquidiocese de Gdańsk em 16 de maio de 1987. Formou-se em direito canônico e ingressou no serviço diplomático da Santa Sé em 1 de julho de 1993. Suas primeiras designações o levaram a Madagascar, Índia, Hungria, Bélgica, África do Sul e Venezuela.
Em 22 de fevereiro de 2013, o Papa Bento XVI nomeou Núncio Apostólico na Libéria e Arcebispo Titular de Otricoli. Recebeu a consagração episcopal do Cardeal Kazimierz Nycz no dia 27 de abril na Catedral de Oliwa.
No final do ano, o Papa Francisco deu-lhe responsabilidades adicionais como Núncio Apostólico na Gâmbia em 8 de junho e em Serra Leoa em 21 de setembro.
Em 12 de agosto de 2017, o Papa Francisco o nomeou Núncio Apostólico no Panamá.
Em 22 de fevereiro de 2020, o Papa Francisco o nomeou Núncio Apostólico na Argentina.